# 7-я гвардейская армия
7-я гвардейская армия — гвардейское формирование (оперативное войсковое объединение, гвардейская армия) в составе Вооружённых Сил СССР, во время и после Великой Отечественной войны.

## Великая Отечественная война
7-я гвардейская армия была сформирована 1 мая 1943 года на основании директивы Ставки ВГК от 16 апреля 1943 года путём переименования 64-й армии, за проявленные мужество и героизм её личного состава (армии было присвоено почётное звание — гвардейская). В состав армии вошли управление (штаб), 15-я, 36-я, 53-я, 72-я, 73-я, 78-я и 81-я гвардейские стрелковые дивизии, объединённые вскоре в 24-й и 25-й гвардейские стрелковые корпуса.
Тогда же армию передали на Воронежский фронт, где она немедленно приступила к строительству оборонительных рубежей на порученном ей участке обороны.
С июля по август 1943 года 7-я гвардейская армия в составе Воронежского, а с 18 июля — Степного фронтов, участвовала в Курской битве. В ходе оборонительного этапа сражения на южном фасе Курской дуги войска армии успешно остановили вспомогательный удар армейской группы «Кемпф» от Белгорода на Корочу, обескровив её за несколько дней. В ходе контрнаступления армия отбросила противника на исходные позиции.
Армия принимала участие в Белгородско-Харьковской операции, в ходе которой армия наряду с 69-й и 5-й воздушной армиями освободила Белгород (5 августа) и Харьков (23 августа).
В ходе завершающего этапа операции «Полководец Румянцев» 16 августа 1943 года при освобождении Харькова от немецкой оккупации командующий Степным фронтом И. С. Конев поставил задачу 7-й гвардейской армии, находившейся в тот момент в районе Кутузовки и должной сосредоточить плотность артогня 140—150 орудий на 1 км фронта,, окружить немецкую Харьковскую группировку: ударом с северо-востока через Кулиничи-Основу-Жихарь соединиться в районе Ледное-Высокий с наступавшей с севера из района Малая Даниловка 69-й армией, наносившей удар на Савченко-Гуки-Липовую Рощу, чтобы перерезать обе железные и шоссейные дороги, соединявшие харьковскую группировку немцев с основными силами — и замкнув малое кольцо окружения. Данная задача до 30 августа не была выполнена.
В ходе дальнейшего наступления армия к концу сентября вышла к Днепру, форсировала его и захватила плацдарм на правом берегу.
Зимой и весной 1944 года объединение в составе 2-го Украинского фронта освобождала Правобережную Украину. В ходе Кировоградской операции 7 гв. А наряду с другими армиями фронта принимала участие в освобождении Кировограда, а в ходе Уманско-Ботошанской операции, армия 21 марта форсировала Южный Буг. Затем формирование участвовало в Ясско-Кишиневской, Дебреценской и Будапештской операциях.
В начале ноября 1944 года армия форсировала реку Тиса, овладев городами Сольнок (4 ноября) и Абонь. Вскоре 7 Гв. А наступала севернее Будапешта и 26 декабря 1944 года вышла к Дунаю, где соединилась с войсками 3-го Украинского фронта, тем самым замкнув кольцо окружения вокруг будапештской группировки противника.
С января по февраль 1945 года армия отразила попытку противника деблокирования окружённой группировки в Будапеште, а также способствовала её уничтожению.
С марта по апрель 7-я гвардейская армия участвовала в Братиславско-Брновской операции, в ходе которой 4 апреля освободила Братиславу.
Войну 7-я гвардейская армия закончила в Пражской операции.

## Состав
(на 1 мая 1945 года)
Стрелковые войска:

- 23-й стрелковый корпус:
  - 19-я стрелковая дивизия
  - 252-я стрелковая дивизия
- 25-й гвардейский стрелковый корпус:
  - 4-я гвардейская воздушно-десантная дивизия
  - 6-я гвардейская воздушно-десантная дивизия
  - 25-я гвардейская стрелковая дивизия
  - 303-я стрелковая дивизия
- 27-й гвардейский стрелковый корпус:
  - 72-я гвардейская стрелковая дивизия
  - 141-я стрелковая дивизия
  - 375-я стрелковая дивизия
  - 409-я стрелковая дивизия

Войска связи:
- 128-й отдельный Ясский[9] ордена Красной Звезды[10] полк связи.

## Послевоенное время
В июле 1945 года армия была переброшена из Чехословакии в Венгрию (штаб — г. Веспрем). Весной 1946 года войска были переданы в другие объединения, управление армии переброшено в Закавказский военный округ, размещено в Ереване. Ему были подчинены воинские части на территории Армянской ССР и частично — Грузинской ССР:
- 19-й стрелковый корпус
  - 89-я стрелковая дивизия
  - 261-я стрелковая дивизия
  - 26-я механизированная дивизия
- 51-й, 55-й, 69-й и 151-й укрепрайоны[12]

Затем состав армии неоднократно менялся.

### Состав армии летом 1957 г.
- 100-я мотострелковая дивизия (с 17.11.1964 г. — 15-я мотострелковая дивизия)
- 121-я мотострелковая дивизия (17.11.1964 г. — 164-я мотострелковая дивизия)
- 127-я мотострелковая дивизия
- 146-я мотострелковая дивизия
- 12-я пулемётно-артиллерийская дивизия

### Состав армии в конце 1980 гг.
На 19 ноября 1990 г. 7-я гвардейская общевойсковая армия, находясь в составе Закавказского военного округа, располагала 258 танками (в том числе 246 танками типа Т-72), 641 БМП и БТР, 357 орудиями, миномётами и РСЗО, а также 55 боевыми и 37 транспортными вертолётами.
- Управление командующего, штаб, 99-я отдельная рота охраны и обеспечения (г. Ереван)

Соединения и части армейского подчинения
- 176-я гвардейская ракетная бригада (Артик)
- 59-я зенитная ракетная бригада (Алагез)
- 99-я бригада материального обеспечения (Ереван)
- 217-й пушечный артиллерийский полк (Ленинакан) (24 2А36, 36 Д-20, 54 МТ-ЛБТ)
- противотанковый артиллерийский полк (Кировакан)
- 943-й реактивный артиллерийский полк (Ленинакан) (36 БМ-21 «Град»)
- 1479-й разведывательный артиллерийский полк (Ленинакан)
- 77-й отдельный полк связи (Ереван)
- 167-й отдельный радиотехнический полк ОсНаз (Ленинакан)
- 382-я отдельная вертолётная эскадрилья (Ереван-Южный) (7 Ми-24, 5 Ми-8, 3 Ми-24К, 3 Ми-24Р)
- 26-я отдельная смешанная авиационная эскадрилья (Ленинакан) (5 Ми-8, 1 Ми-6)
- 41-й отдельный инженерно-сапёрный батальон (Дилижан)
- 71-й отдельный огнемётный батальон (Ереван)
- 83-й отдельный радиотехнический батальон ПВО (Ереван)
- 19-й отдельный батальон радиоэлектронной борьбы (Ленинакан)
- 1533-й отдельный радиорелейно-кабельный батальон (Ереван)
- 462-й отдельный батальон химической защиты (Ленинакан)
- 122-й отдельный ремонтно-восстановительный батальон (Ереван)
- 221-й отдельный ремонтно-восстановительный батальон (Ленинакан)
- 779-я отдельная рота спецназа ГРУ (г. Ереван)

Дивизии и укрепрайоны
- 15-я мотострелковая Сивашско-Штеттинская ордена Ленина, дважды Краснознамённая, орденов Суворова и Трудового Красного Знамени дивизия (Кировакан)

Всего: 69 танков (61 Т-72, 8 Т-54), 101 БМП (88 БМП-1, 13 БРМ-1К), 18 БТР (12 БТР-70, 6 БТР-60), 74 орудия Д-30, 3 миномёта ПМ-38, 12 РСЗО Град;
- 127-я мотострелковая дивизия (Ленинакан)

Всего: 61 танк Т-72, 130 БМП (71 БМП-1, 46 БМП-2, 13 БРМ-1К), 91 БТР (85 БТР-70, 6 БТР-60), 12 САУ 2С1 «Гвоздика», 72 орудия Д-30, 12 РСЗО 9К51 «Град».
- 164-я мотострелковая Витебская Краснознамённая дивизия (Ереван)

Всего: 128 танков (124 Т-72, 4 Т-54), 120 БМП (108 БМП-1, 12 БРМ-1К), 181 БТР (125 МТ-ЛБ, 50 БТР-70, 6 БТР-60), 12 2С1, 36 орудий Д-30, 16 миномётов ПМ-38, 12 РСЗО Град.
- 7-й укреплённый район (Ленинакан)
- 9-й укреплённый район (Эчмиадзин)[14]

После распада СССР на основе 7-й гвардейской армии сформированы Вооружённые силы Республики Армения. Под юрисдикцией Российской Федерации осталась 127-я мотострелковая дивизия (вскоре переформирована в 102-ю российскую военную базу на территории Армении).

## Командование армии

### Командующий армией
- гвардии генерал-лейтенант, генерал-полковник Шумилов, Михаил Степанович (апрель 1943 — февраль 1946)
- Крейзер, Яков Григорьевич, гвардии генерал-полковник (апрель 1946 — апрель 1948)
- Федюнинский, Иван Иванович, гвардии генерал-полковник (апрель 1948 — ноябрь 1951)
- Черокманов, Филипп Михайлович, гвардии генерал-лейтенант (ноябрь 1951 — июль 1955)
- Павловский, Иван Григорьевич, гвардии генерал-лейтенант (июль 1955 — апрель 1958)
- Маряхин, Сергей Степанович, гвардии генерал-майор танковых войск, с мая 1959 генерал-лейтенант танковых войск (май 1958 — май 1960)
- Драгунский, Давид Абрамович, гвардии генерал-майор танковых войск, с мая 1961 генерал-лейтенант танковых войск (май 1960 — июнь 1965)
- Грибков, Анатолий Иванович, гвардии генерал-лейтенант (июнь 1965 — декабрь 1968)
- Клюев, Анатолий Николаевич, гвардии генерал-майор, с февраля 1969 генерал-лейтенант (декабрь 1968 — ноябрь 1971)
- Шахнович, Василий Васильевич, гвардии генерал-майор, с ноября 1973 генерал-лейтенант (ноябрь 1971 — август 1975)
- Постников, Станислав Иванович, гвардии генерал-майор, с февраля 1976 генерал-лейтенант (сентябрь 1975 — июнь 1977)
- Кочетов, Константин Алексеевич гвардии генерал-майор, с февраля 1979 генерал-лейтенант (июнь 1977—1979)
- Шустко Лев Сергеевич гвардии генерал-лейтенант, (1979—1983)
- Омеличев, Бронислав Александрович, гвардии генерал-майор, с мая 1981 генерал-лейтенант (1979 — май 1982) ???
- Шаталин, Юрий Васильевич, гвардии генерал-майор, с апреля 1984 генерал-лейтенант (май 1982 — август 1984)
- Колесников, Михаил Петрович, гвардии генерал-майор, с февраля 1986 генерал-лейтенант (август 1984 — февраль 1987)
- Кузнецов, Юрий Кириллович, генерал-лейтенант, март 1987 — март 1989
- Пищев, Николай Павлович, гвардии генерал-майор, с февраля 1990 генерал-лейтенант (1989—1990)
- Мещеряков, Евгений Иванович, гвардии генерал-майор (1990 — май 1991)
- Реут, Фёдор Михайлович, гвардии генерал-майор (май 1991 — август 1992)

### Члены Военного совета
- генерал-майор Сердюк, Зиновий Тимофеевич (апрель — сентябрь 1943 года);
- полковник Щербак, Филипп Кузьмич (с 12 июня 1943- май 1946 гг.), генерал-майор Мухин, Александр Васильевич (сентябрь 1943 года — до конца войны).

### Начальник штаба
- гвардии генерал-майор Ласкин, Иван Андреевич (16.04.1943 — 15.05.1943)
- гвардии генерал-майор, гвардии генерал-лейтенант Лукин, Георгий Семёнович (15.05.1943 — 12.08.1946)
- гвардии генерал-лейтенант Пичугин, Николай Андреевич (12.08.1946 — 04.1948)
- гвардии генерал-майор Глонти, Михаил Варламович  (8.05.1948 — 2.04.1955)
- гвардии генерал-майор Бородавкин, Иван Ефремович (2.04.1955 — 29.01.1957)
- гвардии генерал-майор Добрановский, Николай Яковлевич (23.08.1958 — 13.06.1959)
- гвардии генерал-майор Передельский, Николай Степанович (23.08.1958 — 13.06.1959)
- гвардии генерал-майор Миансаров, Сергей Аркадьевич (17.09.1959 — 27.07.1961)
- гвардии генерал-майор Громов, Иван Иванович (27.07.1961 — 6.08.1962)
- гвардии генерал-майор Горшенин, Пётр Филиппович (6.08.1962 — 02.04.1964)
- гвардии генерал-майор Чунчузов, Пётр Антонович  (10.04.1964 — ?)
- гвардии генерал-майор Боковиков, Ефим Алексеевич (16.10.1972 — 3.06.1974)
- гвардии генерал-майор Пономаренко, Илья Филиппович (18.06.1974 — 1975)

### Командующие БТ и МВ
- 01.05.1943 — 20.05.1943, ид Богданов, Алексей Артемьевич, гвардии подполковник
- 20.05.1943 — 13.11.1944 Богданов, Алексей Артемьевич, гвардии подполковник, с 22.05.1943 гвардии полковник
- 00.05.1945 — 00.09.1946	Ильин, Пётр Сысоевич, гвардии генерал-майор
- 14.3.1950 — 21.3.1951 Носов, Алексей Филиппович гвардии генерал-майор танковых войск[15].